# Heinrich Bullinger
Heinrich Bullinger (Bremgarten, 18 luglio 1504 – Zurigo, 17 settembre 1575) è stato un teologo e riformatore svizzero.
Per 44 anni fu Antistes della chiesa riformata zurighese.
Egli fu uno dei più rilevanti teologi del Protestantesimo nel XVI secolo.
I primi anni di studio di Bullinger vennero a coincidere con l'inizio della Riforma e, durante il suo periodo alla guida della Chiesa zurighese, vi furono eventi fondamentali quali il passaggio dell'Inghilterra all'anglicanesimo; l'introduzione della Riforma a Ginevra grazie a Giovanni Calvino; la guerra di Smalcalda, la pace religiosa di Augusta e la notte di San Bartolomeo in Francia.

## Biografia

### Origini, gioventù e studi
Heinrich Bullinger nacque nella piccola città di Bremgarten nel 1504 da un parroco cattolico che viveva in concubinato. Nel 1529 pure il padre - che portava anch'egli il nome di Heinrich - si sarebbe convertito alla Riforma e avrebbe legalizzato il proprio matrimonio.
Già a cinque anni iniziò a studiare la lingua latina. Nel 1523 a 19 anni era già insegnante nel monastero cistercense di Kappel am Albis, dove sembra che non insegnasse soltanto i classici ma anche le ultime teorie di Filippo Melantone: le sue lezioni sarebbero state tanto interessanti, da attirare anche persone esterne al monastero.

### L'adesione alla Riforma
In seguito Bullinger avrebbe proseguito i propri studi teologici, incentrati sui Padri della Chiesa e sulle lingue antiche a Colonia. Fu in tale epoca che egli aderì alla Riforma.
Nel 1528 Bullinger si recò con Ulrico Zwingli al colloquio religioso di Berna, dopo il quale anche la città di Berna passò alla Riforma. Nel frattempo anche il monastero di Kappel aderì alla nuova confessione e Bullinger assunse quindi il ruolo di predicatore nella vicina Hausen am Albis.
Nel 1529 il padre di Bullinger fu destituito per avere aderito alla confessione riformata. Poco dopo il figlio tenne una predica nel villaggio natio che convinse i suoi compaesani a bruciare le immagini dei santi e a scegliersi Bullinger quale nuovo giovane pastore. Nello stesso anno egli si sposò con Anna Adlischwyler, una ex-suora proveniente dal convento di Oetenbach a Zurigo, la quale sarà descritta come un'ottima moglie e gli darà ben 11 figli, fino alla sua morte nel 1565 a causa di un'epidemia, che porterà con sé pure tre figlie di Bullinger.
L'idilliaca vita familiare dei figli di Bullinger sarà segnata dalla costante ospitalità offerta dal padre a profughi, colleghi e persone in cerca di consiglio e aiuto. Tutti i figli maschi diventeranno pastori. 
Dopo la sconfitta nella battaglia di Kappel del 1531, nella quale Zwingli trovò la morte, Bremgarten e la regione circostante dovettero tornare alla confessione cattolica. Bullinger e due colleghi lasciarono la città, anche se la popolazione li vide partire malvolentieri.

### Bullinger capo della Chiesa zurighese
Bullinger giunse con la moglie e i due figli a Zurigo, dove già la prima domenica dopo il suo arrivo tenne nel Grossmünster un sermone, per il quale a molti sembrò che Zwingli non fosse morto ma fosse rinato come la fenice. Nel dicembre dello stesso anno fu eletto, a soli 27 anni, come successore di Zwingli nella carica di Antistes della Chiesa di Zurigo. Bullinger accettò la carica, che avrebbe ricoperto fino alla propria morte nel 1575, solo dopo che gli si assicurò espressamente che egli avrebbe potuto predicare liberamente senza vincoli e limiti, anche se egli avesse criticato le autorità.
Nel 1536 redasse la prima confessione di fede svizzera, che venne adottata a Zurigo, Berna, Basilea, Sciaffusa, San Gallo, Mülhausen e Biel.
L'ospitalità di Bullinger divenne un modello per l'intera città di Zurigo, dove furono accolti tanti profughi scacciati dalle loro terre per avere aderito alla riforma, così i locarnesi scacciati dal borgo ticinese nel 1555, gli inglesi nel periodo fra la morte del Re Enrico VIII e quella di Maria detta la Sanguinaria. Questi ultimi contribuirono al loro ritorno in patria alla diffusione degli scritti di Bullinger, che superò di molto persino quella delle opere di Giovanni Calvino.
Sebbene Bullinger non lasciasse più la Svizzera, dopo essere stato nominato Antistes, intrattenne scambi epistolari con corrispondenti in tutta Europa, che lo informavano regolarmente sugli eventi più importanti. Collaborò con Johannes Wolf.
Con Giovanni Calvino, Bullinger elaborò il cosiddetto Consensus Tigurinus del 1549, con il quale si giunse ad un accordo tra riformati e calvinisti sul significato della Santa Cena, evitando che si giungesse in Svizzera a una divisione fra le diverse correnti della Riforma.

## Le opere
Gli scritti teologici di Bullinger comprendono ben 124 titoli, le opere principali sono le:
- "Dekaden", detto anche (libro di casa). Si tratta di cinquanta prediche in lingua latina (in cinque libri di dieci omelie ciascuno, da qui il nome "Dekaden"), che furono pubblicate a Zurigo fra il 1549 e il 1552. Esse trattano tutti i punti importanti della fede riformata. Le Dekaden furono subito tradotte in tedesco, inglese, francese e olandese. Esse esercitarono un grande influsso su Calvino, sul catechismo di Heidelberg e sul pietismo inglese e americano.

- Le lettere. La corrispondenza di Bullinger è la più estesa che ci sia giunta dal XVI secolo. Sono note in effetti ben 12'000 lettere scritte da Bullinger, che fu il consigliere e amico di molte personalità della riforma, o a lui inviate, fra cui 300 a Calvino. Egli ebbe uno scambio epistolare ad esempio con Giovanna Grey, Enrico II e Francesco II di Francia; Enrico VIII, Edoardo VI, Elisabetta I di Inghilterra e re Cristiano II di Danimarca. Fra gli italiani si ricordano Camillo Renato, la duchessa di Ferrara Renata di Francia.
- La seconda confessione di fede elvetica (Confessio Helvetica posterior), redatta personalmente da Bullinger nel 1562 e pubblicata poi da Federico III del Palatinato
- svariate prediche di cui 66 sul Profeta Daniele, 170 su Geremia e 190 su Isaia
- un'opera sulle persecuzioni dei cristiani dall'antichità al XVI secolo
- Storia della Riforma del 1564, la quale rappresenta una delle fonti principali per la ricostruzione della Riforma protestante
- Storia dei confederati del 1568
- Storia di Zurigo del 1574
- Commentari in latino su tutti i libri del Nuovo Testamento
- Studiorum ratio - una guida agli studi per giovani studenti